# 危険業務従事者叙勲
危険業務従事者叙勲（きけんぎょうむじゅうじしゃじょくん）は、警察官、自衛官、消防吏員など危険性の高い業務に従事した55歳以上の元公務員を対象に叙勲する日本の栄典制度である。

## 概要
「危険業務従事者叙勲受章者の選考手続について」(平成15.5.20 閣議了解)に基づき2003年（平成15年）から運用されている。春秋叙勲とは別枠で選考され、年2回それぞれ約3,600名が受章している。対象者に授与される勲章は瑞宝双光章または瑞宝単光章である。
受章者は警察官が約半数を占め、次いで自衛官、消防吏員、刑務官等、海上保安官の順となっている。
平成23年度春期（第16回）危険業務従事者叙勲については、2011年3月11日に発生した東日本大震災の被害状況に鑑み、発令が2011年6月18日に延期された。
この制度があるので、公務中の人命救助活動は紅綬褒章の対象にはならない。紅綬褒章を受けた人がいるとすればそれは公務外で、一般市民としてである。

## 危険業務従事者叙勲受章者数
2003年（平成15年）11月の第1回以降の危険業務従事者叙勲受章者数は、以下の通り。カッコ内は女性受章者数で内数。
| 年次   | 年次                   | 警察官       | 自衛官        | 消防吏員     | 刑務官等    | 海上保安官 | 合計           |
| ------ | ---------------------- | ------------ | ------------- | ------------ | ----------- | ---------- | -------------- |
| 第1回  | 2003年（平成15年）11月 | 1923（3）    | 887（3）      | 634（0）     | 1（0）      | 90（0）    | 3535（6)       |
| 第2回  | 2004年（平成16年）04月 | 1743（3）    | 939（5）      | 650（0）     | 0（0）      | 100（0）   | 3432（8)       |
| 第3回  | 2004年（平成16年）11月 | 1759（4）    | 942（4）      | 627（0）     | 169（3）    | 84（0）    | 3581（11)      |
| 第4回  | 2005年（平成17年）04月 | 1804（2）    | 928（4）      | 604（0）     | 180（1）    | 80（0）    | 3596（7)       |
| 第5回  | 2005年（平成17年）11月 | 1802（3）    | 929（3）      | 604（0）     | 179（1）    | 79（0）    | 3593（7)       |
| 第6回  | 2006年（平成18年）04月 | 1806（3）    | 917（1）      | 608（0）     | 180（0）    | 80（0）    | 3591（4)       |
| 第7回  | 2006年（平成18年）11月 | 2022（5）    | 680（1）      | 623（0）     | 179（3）    | 90（0）    | 3594（9)       |
| 第8回  | 2007年（平成19年）04月 | 1993（2）    | 695（4）      | 634（0）     | 179（1）    | 90（0）    | 3591（7)       |
| 第9回  | 2007年（平成19年）11月 | 1817（2）    | 933（4）      | 602（0）     | 179（0）    | 85（0）    | 3616（6)       |
| 第10回 | 2008年（平成20年）04月 | 1816（0）    | 935（4）      | 602（0）     | 179（1）    | 85（0）    | 3617（5)       |
| 第11回 | 2008年（平成20年）11月 | 1816（2）    | 932（3）      | 610（0）     | 169（0）    | 85（0）    | 3612（5)       |
| 第12回 | 2009年（平成21年）04月 | 1827（4）    | 932（7）      | 614（0）     | 160（1）    | 84（0）    | 3617（12)      |
| 第13回 | 2009年（平成21年）11月 | 1832（1）    | 936（6）      | 615（0）     | 148（0）    | 85（0）    | 3616（7)       |
| 第14回 | 2010年（平成22年）04月 | 1835（4）    | 936（4）      | 619（0）     | 145（2）    | 88（0）    | 3623（10)      |
| 第15回 | 2010年（平成22年）11月 | 1835（0）    | 937（5）      | 619（0）     | 144（0）    | 87（0）    | 3622（5)       |
| 第16回 | 2011年（平成23年）04月 | 1828（3）    | 935（3）      | 610（1）     | 147（0）    | 89（0）    | 3609（7)       |
| 第17回 | 2011年（平成23年）11月 | 1839（1）    | 934（7）      | 622（0）     | 136（1）    | 93（0）    | 3624（9)       |
| 第18回 | 2012年（平成24年）04月 | 1842（1）    | 941（8）      | 620（0）     | 137（2）    | 94（0）    | 3634（11)      |
| 第19回 | 2012年（平成24年）11月 | 1835（1）    | 941（9）      | 621（0）     | 137（3）    | 99（0）    | 3633（13)      |
| 第20回 | 2013年（平成25年）04月 | 1853（2）    | 936（5）      | 625（0）     | 137（1）    | 94（0）    | 3645（8）      |
| 第21回 | 2013年（平成25年）11月 | 1838（0）    | 930（6）      | 621（0）     | 140（1）    | 86（0）    | 3615（7）      |
| 第22回 | 2014年（平成26年）04月 | 1839（2）    | 935（6）      | 632（0）     | 139（0）    | 84（0）    | 3629（8）      |
| 第23回 | 2014年（平成26年）11月 | 1845（0）    | 933（4）      | 623（2）     | 138（2）    | 63（0）    | 3602（8）      |
| 第24回 | 2015年（平成27年）04月 | 1836（3）    | 934（8）      | 620（0）     | 137（1）    | 84（0）    | 3611（12）     |
| 第25回 | 2015年（平成27年）11月 | 1840（3）    | 933（3）      | 638（0）     | 137（2）    | 60（0）    | 3608（8）      |
| 第26回 | 2016年（平成28年）04月 | 1846（2）    | 941（6）      | 643（1）     | 137（0）    | 57（0）    | 3624（9）      |
| 第27回 | 2016年（平成28年）11月 | 1843（1）    | 935（3）      | 646（1）     | 120（1）    | 74（0）    | 3618（6）      |
| 第28回 | 2017年（平成29年）04月 | 1853（2）    | 941（13）     | 652（0）     | 120（1）    | 55（0）    | 3621（16）     |
| 第29回 | 2017年（平成29年）11月 | 1825（0）    | 940（10）     | 622（0）     | 136（3）    | 91（0）    | 3614（13）     |
| 第30回 | 2018年（平成30年）04月 | 1837（0）    | 941（5）      | 625（1）     | 138（3）    | 87（0）    | 3628（9）      |
| 第31回 | 2018年（平成30年）11月 | 1829（6）    | 943 (7）      | 620（2）     | 139（2）    | 100（0）   | 3634（6）      |
| 第32回 | 2019年（令和元年）05月 | 1827（2）    | 947（3）      | 625（0）     | 138（1）    | 100（0）   | 3642（6）      |
| 第33回 | 2019年（令和元年）11月 | 1832（3）    | 943（9）      | 618（2）     | 135（3）    | 100（0）   | 3637（17）     |
| 合計   | 合計                   | 60,717（70） | 30,341（173） | 20,548（10） | 4,639（40） | 2,802（0） | 119,064（293） |